# Toshiko Yuasa
Toshiko Yuasa (湯浅年子?) (11 de diciembre de 1909–1 de febrero de 1980) fue una física nuclear japonesa que trabajó en Francia. Fue la primera mujer japonesa física.

## Trayectoria

### Educación y primeros años
Yuasa nació en Taitō Ward, Tokio, en 1909. Su padre era un ingeniero que trabajaba en la oficina de patentes japonesa y su madre era de una familia literaria tradicional. Toshiko era el segundo hijo más joven de siete hermanos. Estudió en la División de Ciencia de la Alta Escuela Normal de Mujeres de Tokio (en la actualidad la Universidad Ochanomizu) desde 1927 hasta su graduación en 1931. Más tarde se matriculó en el Departamento de Física de la Universidad Bunrika de Tokio (en la actualidad la Universidad de Tsukuba), siendo la primera mujer graduada en física en Japón. Se graduó en 1934.

### Carrera
Yuasa empezó a enseñar en la Universidad Bunrika de Tokio a tiempo parcial como ayudante después de graduarse en 1934. Allí, empezó su investigaciones en espectroscopia molecular. En 1935 se convirtió en profesor ayudante en la Universidad Cristiana de Mujeres de Tokio, donde permaneció hasta 1937. Un año después fue contratada como profesor ayudante en Alta Escuela Normal de Mujeres de Tokio.
Yuasa se inspiraba en el descubrimiento de la radiactividad artificial por Irène y Frédéric Joliot-Curie en el Instituto de Radio en París. Debido a las condiciones difíciles en Tokio, Yuasa se mudó a París en 1940, incluso teniendo en cuenta que la Segunda Guerra Mundial acababa de empezar en Europa. Trabajó bajo la supervisión de Frédéric Joliot-Curie en el Collège de Francia, donde investigó las partículas alfa y beta emitidas por núcleos radioactivos artificiales y el espectro de energía de partículas beta. Con su tesis, titulada "Contribución al estudio del espectro continuo de las radiaciones beta- emitidas por los cuerpos radioactivos artificiales", ganó su doctorado en ciencia en 1943.
En agosto de 1944, Yuasa se vio obligada a dejar París para ir a Berlín. Continuó sus investigaciones en un laboratorio en la Universidad de Berlín y desarrolló su propio espectrómetro de rayos beta. En 1945, fue obligada por oficiales soviéticos a regresar a Japón. Viajó con su espectrómetro a la espalda. A su regreso a Tokio, volvió otra vez a la Alta Escuela Normal de Mujeres de Tokio como profesora. No pudo continuar su investigación anterior, porque las Fuerzas de Ocupación de los Estados Unidos prohibieron la investigación nuclear en Japón. De 1946 a 1949,  trabajó en el Centro Nishina para la Ciencia basada en aceleradores RIKEN y enseñó en la Universidad de Kioto entre 1948 y 1949.
Yuasa volvió a Francia en mayo de 1949 como investigadora en el Centro Nacional para la Investigación Científica (CNRS) mientras seguía como profesora-ausente en la universidad de Ochanomizu. Decidió permanecer en Francia permanentemente en 1955, dimitiendo de su puesto en Ochanomizu. En el CNRS,  empezó la investigación en la decadencia beta utilizando una Cámara de Wilson, y publicó en 1954 un artículo avisando de los peligros de las pruebas de la bomba de hidrógeno en el Atolón Bikini. Fue ascendida a maître de recherche (investigadora jefe) en el CNRS en 1957. Alrededor de 1960 su investigación se orientó a las reacciones nucleares que utilizan sincrociclotrón, y en 1962 recibió un doctorado en Ciencia por la Universidad de Kioto por su tesis, Estudio de un tipo de interacción invariante Gamow-Teller de la decadencia beta− de 6He.

### Jubilación y muerte
Yuasa se jubiló del CNRS en 1974, pero permaneció  como investigadora emérita desde 1975. Recibió una Medalla con Cinta Morada del gobierno japonés en 1976 por sus esfuerzos para promover intercambios culturales entre Francia y Japón. Fue hospitalizada en enero de 1980 en el Centro Henri-Becquerel de Rouen. Murió de cáncer el 1 de febrero de 1980, a los 70 años.

## Legado
Le fue conferida póstumamente a Yuasa la Orden de la Preciosa Corona de Tercera Clase en 1980. La Universidad Ochanomizu de Toshiko creó el Premio Yuasa en 2002, un patrocinio para científicas jóvenes para viajar a Francia para proseguir sus estudios.